# Walker Island (Neuseeland)
Walker Island ist eine Insel in der Zufahrt zum Rangaunu Harbour im  Far North District der Region Northland auf der Nordinsel Neuseelands. 
Sie ist etwa 900 m lang, 400 m breit und 22 Hektar groß. Die Insel erreicht nur eine Höhe von 10 m und ist vom Festland 600 m entfernt.